# Adam Maijó Frigola
Adam Maijó Frigola (Batea, Terra Alta, 26 d'abril de 2001) és un atleta català, especialitat en proves de mig fons i cros.
Amb 16 anys ingressà al Centre de Tecnificació d'Amposta i un any després al Centre d'Alt Rendiment de Sant Cugat del Vallès, i entrenava amb el prestigiós tècnic Carles Castillejo. Des de gener de 2021 competia com a atleta independent, i anteriorment havia format part durant dues temporades de l'Agrupació Atlètica Catalunya. L'atleta de Batea, estudiant d'engenieria agrónoma, s'ha anat consolidant com una de les futures promeses del atletisme de fons. El novembre de 2022 Adam Maijó va fitxar pel Club Atletisme Adidas.
En el seu palmarès destaca el títol de campió d'Espanya sub-20 de 3.000 metres en pista coberta i de 5.000 metres a l'aire lliure. A estat internacional amb la selecció espanyola als Campionats d'Europa de camp a través de Lisboa (Portugal) i Dublín (Irlanda), i al Campionat d'Europa Sub-20 de Borås el 2019, on va ser sisè als 3.000 metres. També va ser el millor atleta espanyol en la categoria Sub-23 al cros d'Atapuerca.
El desembre de 2020 s'imposà en la Jean Bouin-Milla del Centenari, que disputada a l'Estadi Olímpic Lluís Companys, amb un crono de 04:15.
El gener del 2022 s'adjudicà per primera vegada el títol de campió d'Espanya de camp a través sub-23, en una carrera que no es decidí fins a la darrera volta.
El setembre del 2022 va aconseguir la medalla de bronze amb la selecció espanyola a la prova dels 5.000 metres al Campionat de la Unió Mediterrània sub-23 celebrat a Pescara.
L'octubre del 2022 va quedar en primera posició a la Cursa Bombers de Barcelona, amb un temps de 29 minuts i 24 segons.
El desembre del 2022 va fer podi a la Cursa dels Nassos, ocupant la segona posició, amb medalla de plata.
El febrer del 2023 Adam Maijó es va proclamar campió d'Espanya Sub23 als 3.000 metres de pista coberta disputats a Antequera. L'atleta de Batea va pujar al capdamunt del podi, entrant, en primer lloc a la meta, amb un temps de 8:10'26.